# Albalat dels Tarongers
Albalat dels Tarongers – gmina w Hiszpanii, w prowincji Walencja, we wspólnocie autonomicznej Walencja, o powierzchni 21,34 km². W 2011 roku liczyła 1149 mieszkańców.